# ジェイムズ・"シュガー・ボーイ"・クロフォード
ジェイムズ・"シュガー・ボーイ"・クロフォード (英: James "Sugar Boy" Crawford、1934年10月12日 - 2012年9月15日) は、米国ルイジアナ州ニューオーリンズのR&Bシンガー、ピアノ奏者。ドクター・ジョンなどがカバーした"アイコ・アイコ"のオリジナル・アーティストとして知られている。シンガー、ピアニストのダヴェル・クロフォードは彼の孫にあたる。

## 来歴
1934年、ニューオーリンズに生まれたクロフォードは、市内のアップタウンで幼少期を過ごした。ニックネームの"シュガー・ボーイ"は「可愛い子」を意味する幼い頃の呼び名に由来している。
1950年、ニューオーリンズのブッカーT.ハイスクールに在学中、同級生とバンドを結成する。このバンドは、1952年にアラディン・レコードよりシャウィーズの名前で“No One To Love Me”/“Early Sunday Morning”でデビューを果たした。
翌1953年、チェス・レコードとも契約するが、アラディンとの契約が存続していたため、シュガー・ボーイ&ザ・ケイン・カッターズ名義での契約であった。同年、後に"Iko Iko"として知られることになる"Jock-A-Mo"を傘下のチェッカー・レコードよりリリースする。この曲は、マルディグラ・インディアンのチャントにクロフォードが曲を付けたもの。レコーディングにはスヌークス・イーグリンがギターで参加した。
チェスで3枚のシングルをリリースしたのち、クロフォードは1960年代の前半までに、スペシャルティ、インペリアル、エイス、ピーコックなどのレーベルからシングルをリリースし続けた。
1963年、彼は自動車に乗ってバンドとともに演奏先へ向かっていた際、当時は違法とされていた黒人が派手な新車を乗り回していた"罪"で警官に止められた。この際暴行を受け入院したクロフォードは、同時に2年間の免許停止処分を受けた。クロフォードは、この事件により活動の中断を余儀なくされることになる。一度は復帰を目指したものの、1969年以降はゴスペルを歌うようになり、R&Bからは身を引いてしまった。
1995年、ダヴェル・クロフォードのアルバムLet Them Talkにゲスト参加し、久々に元気なところを聴かせている。以後、ダヴェルとともに1996年のニューオーリンズ・ジャズ&ヘリテッジ・フェスティバル、2008年のポンデロサ・ストンプなど、いくつかのライブ出演を果たしている。
2012年9月15日、病気のために死去。77歳没。

## ディスコグラフィー
- 2005年 1953-1954 (Classics)